# Кольонія-Вежховисько
Кольонія-Вежховисько (пол. Kolonia Wierzchowisko) — село в Польщі, у гміні Миканув Ченстоховського повіту Сілезького воєводства.
У 1975-1998 роках село належало до Ченстоховського воєводства.